# Stanislav Mitin
Stanislav Mijailovich Mitin (Taskent; 5 de agosto de 1950-Netanya; 11 de abril de 2023) fue un director y guionista de cine y teatro uzbeko-ruso.

## Biografía
Stanislav Mitin se graduó con todos los honores de la Academia Estatal de Teatro de San Petersburgo, entonces Leningrado, en 1980 en la materia "Dirección Dramática" y luego trabajó como director de teatro, cine y televisión. Como director de teatro, Mitin trabajó en varios teatros de Moscú y San Petersburgo y representó más de treinta obras de teatro musical y dramático dentro y fuera de Rusia. Junto a su esposa, Ella Mitina, realizó más de una decena de documentales.
Murió en Netanya, Israel, el 11 de abril de 2023 a los 72 años.

## Filmografía

### Como director
- 2005: Samye schastlivye, (película de TV)
- 2006: Dvoynaya familiya
- 2006: Travesti, (película de TV)
- 2007: Grekh, (película de TV)
- 2008: S chyornogo khoda
- 2009: Lyubka, (película de TV)
- 2010: Vdoviy parokhod, (película de TV)
- 2010: Plen strasti, (película de TV)
- 2011: Moskovskiy dekameron
- 2015: Oskolki khrustalnoy tufelki (película de TV)
- 2016: Los fragmentos de la zapatilla de cristal (película de TV)
- 2018: Lichnoye prostranstvo (miniserie de TV)

### Como guionista
- 2006: Dvoynaya familiya
- 2007: Grekh (película de TV)
- 2008: S chyornogo khoda
- 2009: Lyubka, (película de TV)
- 2010: Vdoviy parokhod, (película de TV)
- 2010: Plen strasti, (película de TV)
- 2014: Nebo padshikh